# Pałac w Czciradzu
Pałac w Czciradzu – pałac położony w miejscowości Czciradz w województwie lubuskim, w powiecie nowosolskim, w gminie Kożuchów.

## Historia
W roku 1609 majątek Rechenbergów kupił Joachim von Stensch, któremu przypisuję się budowę dworu obronnego w dolnej części wsi. W 1780 r. Czciradz Dolny został sprzedany rodzinie von Lehwald. Oni to na przełomie XVIII i XIX w. przebudowali dwór w stylu późnego baroku i wczesnego klasycyzmu. Usunięto także jego cechy obronne, zlikwidowano wały ziemne, uregulowano fosę, wjazd poprowadzono przez kamienny, arkadowy most. W końcu XIX w. od strony północnej powstał park krajobrazowy, ze stawem i mauzoleum rodzinnym. Od 1910 r. do końca II wojny światowej majątek i dolna część wsi był własnością Johannesa Ritscha. W tym czasie do dworu dobudowano werandę i przebudowano wnętrza. Po II wojnie światowej na terenie folwarku mieściło się państwowe gospodarstwo rolne, a we dworze mieściła się administracja. W połowie lat 90. XX w. po likwidacji PGR obiekt przejęła Agencja Własności Rolnej Skarbu Państwa z siedzibą w Popęszycach. W 2002 roku dwór jak i otaczające go budynki gospodarcze został sprzedany prywatnemu inwestorowi. Obecnie jest własnością firmy Segi AT.

## Architektura
Zbudowany na początku XVII w. dwór posiadał cechy renesansowe. Przebudowany na przełomie XVIII i XIX wieku budynek nosi cechy późnego baroku i wczesnego klasycyzmu. Weranda dobudowana została przed II wojną światową.
Założony na rzucie prostokąta budynek murowany z kamienia i cegły, piętrowy, wysoko podpiwniczony, przykryty dachem czterospadowym z wolimi oczami.
Wejście umieszczone centralnie, z dwoma filarami podpierającymi falisty gzyms. Poniżej umieszczono kamienny kartusz herbowy. Do wejścia prowadzi kamienny, arkadowy most przerzucony nad nawodnioną fosą, rozszerzający się półkoliście.
W części pomieszczeń występuje sklepienie kolebkowo-krzyżowe i plafony.